# Sint-Dionysiuskerk (Heerhugowaard)
De Sint-Dionysiuskerk is een rooms-katholieke kerk aan de Middenweg in Heerhugowaard.
De eerste kerk werd in 1868 gebouwd, naar een ontwerp van architect Adrianus Bleijs. Tijdens de bouw werd gebruikgemaakt van een noodkerk uit 1867, die eveneens door Bleijs was ontworpen. Het was een driebeukige kruiskerk in neoromaanse stijl, met een grote westtoren met achthoekige bovenbouw en een naaldspits.
In 1963 werd de monumentale oude kerk wegens een bouwvallige staat afgebroken en vervangen door een modernistische zaalkerk, een ontwerp van de architecten A. Lourijssen en B.J. Stevens. Deze kerk is tot op heden in gebruik bij de Parochie Heilige Dionysius.